# 鎌田昭良
鎌田 昭良（かまた　あきら、1956年3月29日 - ）は日本の防衛官僚。

## 人物
千葉県立千葉高等学校、東京大学経済学部卒業。1980年防衛庁入庁。防衛局運用第二課。1984年に通産省に係長として出向していた時期に体調を崩し、防衛庁で人事局人事第二課（事務官などの人事管理を担当する部署）に部員として勤務。そこで事務官の級別定数の過不足が将来的にどうなるのか、事務官などの採用数は人事管理上、いくつが適正かという問題について数理的に分析して回答を出した。同僚からも高い評価を受け、初めて行政官としての喜びを味わった。さらに役所のどんな組織にも必ず「懸案」があるということを確信した。
1998年運用局指揮通信課長。その後資源エネルギー庁石炭新エネルギー部新エネルギー対策課長、防衛施設庁施設部施設企画課長、2003年長官官房広報課長、2004年長官官房秘書課長。2007年沖縄防衛局長として普天間基地移設問題に関わったが2008年1月に4か月で北関東防衛局長に異動。2009年大臣官房審議官、2012年金沢博範の次官昇格により大臣官房長。2013年装備施設本部長。2014年7月辞職。
防衛事務次官の金沢博範の側近で、金沢次官の下で官房長に昇格したが、退官後の2013年装備施設本部長に異動となった。

## 略歴
- 1980年 防衛庁入庁。防衛局運用第二課
- 1981年4月 経理局会計課予算・決算班
- 1983年4月 通商産業省基礎産業局製鉄課総括班
- 1984年4月 長官官房総務課
- 1985年4月 防衛庁部員人事局人事第二課
- 1987年4月 防衛局運用課研究班
- 人事局人事第一課総括班長
- 装備局開発計画課
- 長官官房総務課企画班長
- 1996年12月 長官官房秘書課
- 1997年12月 長官官房企画官
- 1998年8月 運用局指揮通信課長
- 1999年7月 資源エネルギー庁石炭、新エネルギー部新エネルギー対策課長
- 防衛施設庁施設部施設企画課長
- 2003年8月 長官官房広報課長
- 2004年 長官官房秘書課長
- 大臣官房審議官兼情報本部副本部長
- 2007年1月 防衛省大臣官房審議官
- 2007年9月 沖縄防衛局長
- 2008年1月 北関東防衛局長
- 2009年10月 大臣官房審議官
- 2010年12月 大臣官房審議官兼大臣官房報道官
- 2012年1月 大臣官房長
- 2013年7月 装備施設本部長
- 2014年
  - 7月 辞職
  - 11月 東京海上日動火災保険株式会社顧問
- 2016年11月 マリオン取締役監査等委員
- 2017年6月 公益財団法人防衛基盤整備協会理事長
- 2018年12月 楽天損害保険株式会社顧問